# Le Petit Chenail (rivière Yamaska)
Le Petit Chenail relie la rive ouest de la rivière Yamaska et à la rive sud de la rivière Pot au Beurre, en formant ainsi l'île du Domaine (longueur : 6,3 km dans le sens nord-sud ; largeur maximale : 1,6 km) dans la municipalité de Yamaska dans la municipalité régionale de comté (MRC) Pierre-De Saurel, dans la région administrative de la Montérégie, sur la Rive-Sud du fleuve Saint-Laurent, au Québec, Canada.

## Géographie
Les principaux bassins versants voisins du Petit Chenail sont :
- Côté nord : rivière Yamaska, lac Saint-Pierre ;
- Côté est : rivière Yamaska ;
- Côté sud : rivière Saint-Louis ;
- Côté ouest : rivière Pot au Beurre.

Le Petit Chenail est surtout alimenté par la rivière Saint-Louis (venant de l'ouest). Son parcours borde la partie ouest de l'île du Domaine.
La partie nord du chenail traverse sur 1,7 km une zone de marais jusqu'à la partie inférieure de la rivière Pot au Beurre.
Le Petit Chenail se connecte à la rivière Yamaska à 2,4 km en aval du Pont Camille-Parenteau que traverse la route 132 et à 3,7 km en amont de la pointe sud de l'île Saint-Jean.

## Toponymie
Le toponyme Le Petit Chenail a été officiellement inscrit le 21 janvier 1975 à la Commission de toponymie du Québec.